# Gương đen: Bandersnatch
Gương đen: Bandersnatch (tên gốc tiếng Anh: Black Mirror: Bandersnatch) là phim điện ảnh tương tác năm 2018 thuộc phim truyền hình khoa học viễn tưởng Gương đen, với phần kịch bản do nhà sáng tạo của loạt phim là Charlie Brooker đảm nhiệm và chỉ đạo đạo diễn bởi David Slade. Phim được khởi chiếu trên Netflix từ ngày 28 tháng 12 năm 2018, và ngày phát hành chỉ được công bố chính thức vào một ngày trước đó. Netflix đã không hề xác nhận Gương đen: Bandersnatch là một bộ phim tương tác cho đến khi tác phẩm được chính thức phát hành, mặc dù trước đó đã có nhiều đồn đoán từ các phương tiện truyền thông đại chúng. Phim có sự tham gia của dàn diễn viên gồm Fionn Whitehead, Will Poulter, Craig Parkinson, Alice Lowe và Asim Chaudhry. Là một tác phẩm theo chủ nghĩa hậu hiện đại lấy ý chí tự do làm chủ đề trung tâm, bộ phim được đặt tên theo một trò chơi điện tử có thật do Imagine Software lên kế hoạch phát hành vào năm 1984, vốn lại được đặt tên theo một bandersnatch do Lewis Carroll sáng tạo. Trong Gương đen: Bandersnatch, người xem sẽ đưa ra quyết định cho Stefan Butler, một lập trình viên trẻ tuổi đang trong quá trình chuyển thể cuốn sách giả tưởng Bandersnatch thành trò chơi điện tử vào năm 1984.
Tháng 5 năm 2017, Brooker và giám đốc sản xuất Annabel Jones đã được Netflix tiếp cận để bàn bạc về việc thực hiện một phim điện ảnh tương tác, mà trong khoảng thời gian đó Netflix cũng đang thực hiện một số dự án tương tự cho đối tượng là trẻ em. Những khó khăn trong việc viết một kịch bản phi tuyến tính đã dẫn đến việc Netflix phải tạo ra một chương trình riêng biệt có tên là Branch Manager. Bản chất độc đáo của nội dung tác phẩm yêu cầu những bản chuyển thể trong việc sử dụng bộ nhớ đệm của nền tảng. Ban đầu, Gương đen: Bandersnatch vốn được coi như một tập của Gương đen mùa thứ 5, nhưng quá trình sản xuất kéo dài của mùa 5 dẫn đến việc tác phẩm được phát hành dưới dạng một phim điện ảnh độc lập, còn mùa 5 của loạt phim thì bị trì hoãn đến tháng 6 năm 2019.
Sự đón nhận của giới phê bình lại trái ngược nhau, với những phản hồi tích cực về mặt thiết kế kỹ thuật và những chỉ trích về cách phát triển nhân vật. Có nhiều bình luận trái chiều về cách dẫn chuyện và cách những lựa chọn của người xem ảnh hưởng tới nội dung câu chuyện. Dù Gương đen: Bandersnatch chỉ nhận được thứ hạng trung bình trong danh sách tập phim Gương đen của các nhà phê bình về chất lượng tác phẩm, nhưng lại thu về nhiều giải thưởng và đề cử, trong đó chiến thắng hai giải Primetime Emmy. Một vụ kiện của Chooseco về việc sử dụng thuật ngữ "choose your own adventure" đã được đệ trình vào tháng 1 năm 2019 và được giải quyết vào tháng 11 năm 2020.

## Nội dung

### Cơ chế
Gương đen: Bandersnatch là một phim điện ảnh tương tác, trong đó những hướng dẫn ngắn gọn, cụ thể sẽ được hiển thị trên thiết bị giúp cho người xem hiểu được cách đưa ra những lựa chọn khác nhau. Khi một điểm lựa chọn được hiển thị, người xem có mười giây để đưa ra lựa chọn hoặc hệ thống sẽ đưa ra một tùy chọn mặc định. Thời lượng xem phim trung bình là 90 phút, dù câu chuyện nhanh nhất sẽ kết thúc chỉ sau 40 phút. Có tổng cộng 150 phút cảnh quay được chia thành 250 phân đoạn, tạo ra hơn một nghìn tỷ hướng đi khả thi mà người xem có thể trải qua. Trong một số trường hợp, cùng một cảnh có thể được dẫn đến theo nhiều cách khác nhau nhưng sẽ cung cấp cho người xem các lựa chọn khác nhau tùy theo cách mà người xem tiếp cận phân cảnh đó. Trong các trường hợp khác, các lựa chọn lại đều hướng người xem đến một câu chuyện cụ thể, bất kể tùy chọn được lựa chọn là gì.
Netflix cho biết Gương đen: Bandersnatch có năm kết thúc "chính", với các biến thể trong mỗi kết thúc; một số cảnh kết thúc được cắt xen kẽ với phần credit, tương tự như các tập phim Gương đen khác. Nhà sản xuất Russell McLean cho biết có từ mười đến mười hai kết thúc, trong đó một số kết thúc có nội dung cụ thể hơn các kết thúc khác, và theo lời đạo diễn David Slade, có một số kết thúc là "quả trứng vàng" rất khó đi tới được. Nhà sáng tạo loạt phim Charlie Brooker và giám đốc sản xuất Annabel Jones cũng cho biết không có kết thúc nào được coi là "kiểu mẫu" hơn kết thúc nào. Trong hầu hết các trường hợp, khi người xem xem đến đoạn kết, tác phẩm sẽ cung cấp cho người chơi tùy chọn thực hiện lại một lựa chọn quan trọng gần nhất để khám phá những nội dung khác nhau, khi đó đôi khi sẽ có cảnh tua nhanh qua các nội dung đã được xem. Một số kết thúc lại không thể đi tới được trừ khi người xem chọn bắt đầu xem lại bộ phim từ đầu.

### Cốt Truyện

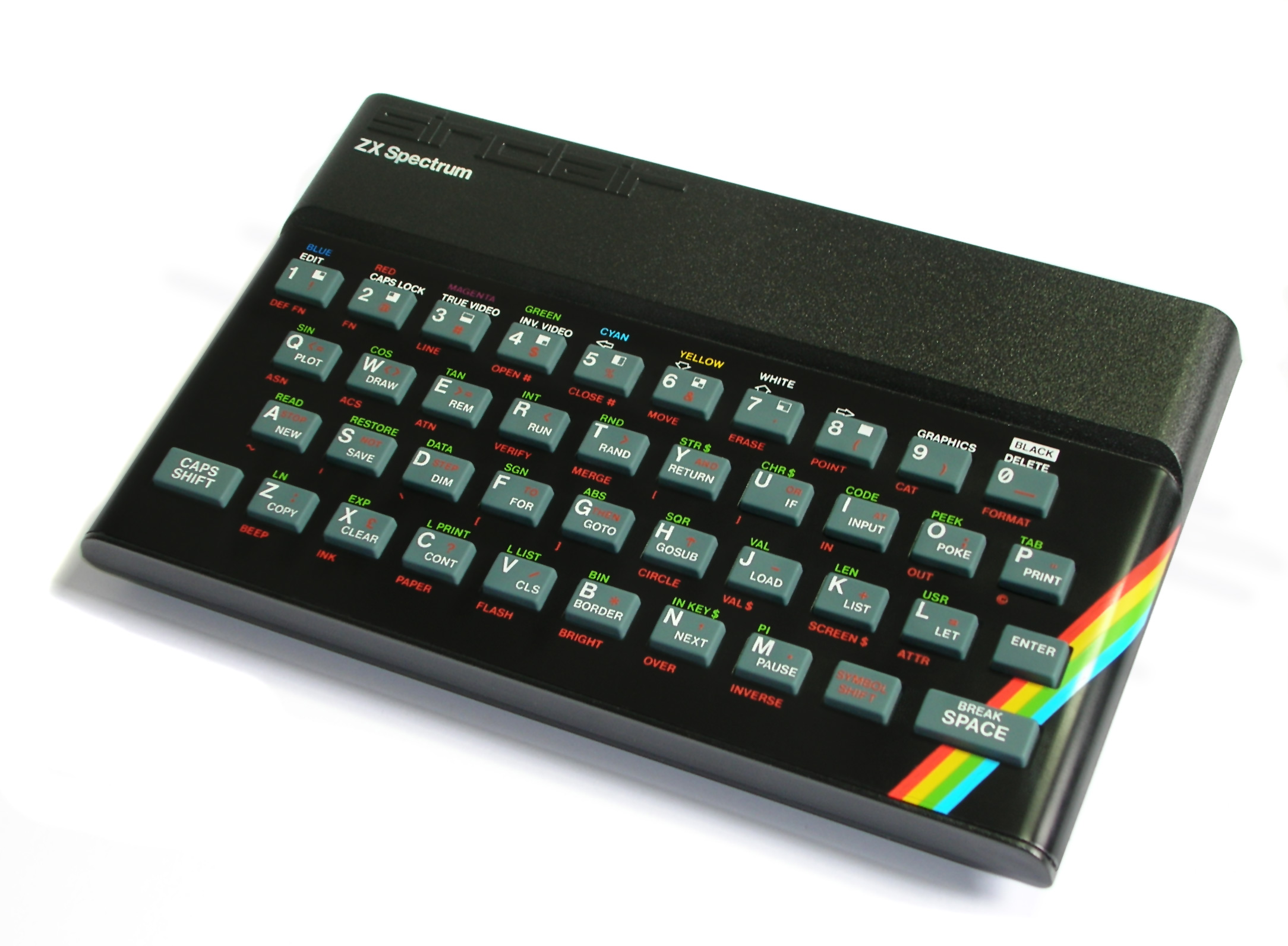
Stefan Butler sử dụng dòng máy ZX Spectrum để lập trình trò chơi Bandersnatch.

Ở Anh vào tháng 7 năm 1984, một lập trình viên trẻ tuổi tên Stefan Butler đang chuyển thể cuốn sách Bandersnatch của Jerome F. Davies – vốn thuộc sở hữu của người mẹ quá cố – thành một trò chơi phiêu lưu mang tính cách mạng. Stefan đem ý tưởng tới công ty trò chơi điện tử Tuckersoft và trình bày với giám đốc Mohan Thakur, và tại đây cậu cũng gặp nhà sáng tạo trò chơi nổi tiếng Colin Ritman. Stefan được lựa chọn chấp nhận hoặc từ chối sự giúp đỡ từ công ty trong việc phát triển trò chơi. Nếu Stefan chấp nhận, Colin nói rằng cậu đã chọn "con đường sai lầm". Trò chơi được phát hành vài tháng sau đó và được giới phê bình đánh giá là thiếu triển vọng. Stefan sẽ cân nhắc làm lại trò chơi, và bộ phim quay trở lại thời điểm lời đề nghị được đưa ra, và người xem được đưa ra lựa chọn tương tự.
Từ chối lời đề nghị, Stefan bắt đầu phát triển trò chơi của riêng mình trong phòng ngủ ở nhà, với thời hạn hoàn thành là tháng 9. Khi trò chơi trở nên phức tạp hơn, Stefan trở nên căng thẳng và phản ứng lại cả với người cha Peter. Peter lái cậu đến phòng khám của bác sĩ R. Haynes để trị liệu, và trước cửa phòng khám, người xem có hai lựa chọn điều hướng cốt truyện. Lựa chọn thứ nhất là Stefan sẽ vào gặp bác sĩ Haynes và giải thích cho cô về cái chết của mẹ cậu: khi cậu lên năm, Peter đã tịch thu con thỏ thỏ nhồi bông của cậu; việc Stefan từ chối rời đi cùng mẹ mà không có con thỏ đã khiến mẹ cậu bị lỡ chuyến tàu và buộc phải đổi sang chuyến muộn hơn, và chuyến tàu đó đã trật bánh, khiến cô qua đời. Stefan cảm thấy phải chịu trách nhiệm về cái chết của mẹ mình, bác sĩ Haynes kê đơn thuốc Stefan, người xem có thể chọn để Stefan uống hoặc xả xuống bồn cầu. Lựa chọn thứ hai là Stefan bỏ chạy đến căn hộ của Colin, nơi anh sống với bạn gái Kitty và cô con gái nhỏ Pearl; tại đây, Collin rủ Stefan sử dụng chất gây ảo giác và giải thích cho cậu nghe về các chương trình bí mật kiểm soát tâm trí của chính phủ và các dòng thời gian song song. Để chứng minh lý thuyết của mình, Colin bảo Stefan rằng một trong hai người phải nhảy xuống từ ban công. Nếu Stefan nhảy, cậu sẽ chết và trò chơi kết thúc với việc Tuckersoft bị đánh giá kém. Nếu Colin nhảy, toàn bộ cuộc gặp gỡ giữa Collin và Stefan hóa ra lại chỉ là giấc mơ của Stefan, nhưng Colin sẽ vắng mặt trong các phân cảnh sau.
Khi thời hạn giao game sắp đến, Stefan bắt đầu cảm thấy mình đang bị các thế lực bên ngoài kiểm soát. Sau khi đọc một cuốn sách và xem một bộ phim tài liệu mà Colin đưa cho cậu về tiểu sử của Davies, Stefan nhận thấy cuộc sống của cậu đang phản chiếu cuộc đời của ông tác giả này. Giống Davies, cậu luôn nhìn thấy hình ảnh lặp đi lặp lại về biểu tượng "con đường phân nhánh" – vốn đã khiến Davies chặt đầu vợ của mình trong quá khứ. Khi cậu ấy bắt đầu suy sụp tinh thần, người xem có nhiều lựa chọn để giải thích cho Stefan biết ai người đã kiểm soát cậu. Một tùy chọn là Stefan được thông báo rằng cậu ấy đang bị theo dõi trên Netflix từ thế kỷ 21, Stefan tới gặp bác sĩ trị liệu của mình và chiến đấu với cô. Một tùy chọn khác là Stefan bị theo dõi bởi tổ chức có biểu tượng "con đường phân nhánh", khiến cậu mất bình tĩnh và được lựa chọn có nên giết cha mình hay không. Nếu không giết cha, Stefan sẽ phát hiện ra một chiếc két sắt bị khóa có chứa con thỏ đồ chơi cũ rồi đi xuyên qua một tấm gương trở về thời điểm lúc năm tuổi và đi theo mẹ mình cùng "chết" trong vụ tai nạn tàu hỏa, khiến phiên bản hiện tại của cậu cũng đột ngột qua đời. Hoặc cậu cũng có thể tìm thấy trong chiếc két sắt bị khóa các tài liệu về việc cậu bị theo dõi bởi P.A.R.C., một tổ chức của chính phủ, rồi nhận ra mình đang ở trong một phim trường và "cha" của cậu là một diễn viên đồng nghiệp.
Nếu Stefan giết cha mình, người xem có thể lựa chọn việc cậu nên chôn cất cái xác hay chặt nhỏ xác. Nếu lựa chọn việc chôn xác, Mohan, Colin hoặc Kitty sẽ đến nhà của Stefan, và đôi khi Stefan sẽ có tùy chọn giết một trong ba nhân vật, và trò chơi sẽ không được phát hành, hoặc được phát hành nhưng bị chỉ trích; Tuckersoft ngừng hoạt động và Stefan cũng ngồi tù vì tội giết cha. Nếu lựa chọn việc chặt nhỏ xác, Stefan sẽ hoàn thành trò chơi giống như cách cố nhà văn Davies đã hoàn thành cuốn sách sau khi giết vợ mình, và trò chơi sau khi phát hành được đánh giá rất cao. Những năm sau vào thời hiện tại, Pearl đã trưởng thành và hiện đang là lập trình viên cho Netflix, cô cố gắng chuyển thể trò chơi Bandersnatch thành một bộ phim tương tác nhưng gặp nhiều khó khăn, ngụ ý rằng cô có thể sẽ đi theo con đường mà Davies và Stefan đã theo.

## Diễn viên
- Fionn Whitehead vai Stefan Butler
- Will Poulter vai Colin Ritman
- Asim Chaudhry vai Mohan Thakur
- Craig Parkinson vai Peter Butler
- Alice Lowe vai Bác sĩ R. Haynes
- Tallulah Haddon vai Kitty
- Catriona Knox vai Leslie
- Jonathan Aris vai Crispin
- Paul M Bradley vai Robin
- Alan Asaad vai Satpal
- Suzanne Burden vai Judith Mulligan
- Fleur Keith vai Mẹ Stefan
- Laura Evelyn vai Pearl Ritman
- Jeff Minter vai Jerome F. Davies

## Sản xuất
Gương đen: Bandersnatch được phát hành trên nền tảng Netflix vào ngày 28 tháng 12 năm 2018 với 28 ngôn ngữ. Ban đầu tác phẩm được dự kiến sẽ là một tập trong mùa thứ 5 của phim truyền hình Gương đen, tuy nhiên phạm vi của tác phẩm đã thay đổi thành một phim điện ảnh độc lập do tính phức tạp của nó. Bộ phim được thực hiện ngay sau khi một tập của mùa thứ 5 đã ghi hình xong. Brooker cho rằng công sức thực hiện Gương đen: Bandersnatch bằng với việc thực hiện bốn tập Gương đen thông thường, do đó, mùa thứ 5 của Gương đen đã bị trì hoãn, và ba tập của mùa được đẩy lùi thời điểm ra mắt xuống ngày 5 tháng 6 năm 2019.

### Phát triển
Gương đen: Bandersnatch do Charlie Brooker đảm nhiệm phần kịch bản. Anh cùng Annabel Jones đã được Netflix tiếp cận vào tháng 5 năm 2017 để lên ý tưởng thực hiện một tập phim tương tác; bản năng ban đầu của cả hai là từ chối lời đề nghị do những lo ngại về sự thiếu liền mạch trong các bộ phim tương tác trước đó. Tuy nhiên vài tuần sau đó, trong buổi họp kịch bản nhằm xem xét các ý tưởng tiềm năng cho mùa thứ 5 của Gương đen, cả hai đã lên ý tưởng cho một cốt truyện chỉ dành riêng cho một bộ phim tương tác, mà trong đó một lập trình viên sẽ tạo ra một trò chơi điện tử từ một cuốn sách phiêu lưu. Brooker trước đó đã nghĩ ra nhiều kết thúc khác nhau cho tập phim "Trò chơi thử nghiệm" của mùa 3, đó là phiên bản "chế độ ác mộng" của tập phim, được phát sau khi người xem đã xem tập phim này trước đó một lần; đoạn kết này tăm tối hơn nhiều so với đoạn kết nguyên gốc.
Ban đầu, Brooker dự tính bộ phim sẽ có một cốt truyện chính rõ ràng, với một vài cảnh khác nhau ở phần cuối, cho đến khi anh có ý tưởng về việc kết hợp những lựa chọn ở đầu phim với những phân cảnh sau. Để giữ mạch truyện được thông suốt dù cho vô số kết thúc khác nhau xẩy ra, Brooker cố giữ ý niệm cốt lõi của câu chuyện xoay quanh quyền tự do lựa chọn và những ảo tưởng về sự tự do đó. Jones đã phát triển các nhân vật phù hợp với bất kỳ kết thúc nào có thể có của bộ phim. Các cuộc thảo luận đã diễn ra về số lượng tùy chọn mà người xem có thể lựa chọn và nhịp độ bộ phim nên như thế nào. Cốt truyện và các nhánh truyện vẫn tiếp tục được thảo luận trong giai đoạn tiền kỳ.
Nhánh kết thúc với sự xuất hiện của nhân vật Pearl Ritman dự kiến sẽ là kết thúc phổ biến nhất. Brooker cho biết anh cảm thấy mình như đang đứng ở cùng một vị trí với nhân vật Pearl khi cả hai đều bù đầu với một cây quyết định phức tạp trong quá trình biên kịch. Một số đường nhánh của câu chuyện sẽ dẫn người xem đến lựa chọn để Butler giết cha mình, mặc dù người xem có thể tránh được điều này; tuy nhiên, không phải đoạn kết nào cũng có thể đạt được nếu không có phân đoạn Butler giết cha mình. McLean nói rằng tùy chọn này được tạo ra để mang lại cho người xem cảm giác mình có quyền kiểm soát riêng đối với diễn biến câu chuyện. Các kết thúc với sự xuất hiện của nhà phê bình đã xếp hạng sao cho Bandersnatch được thiết kế để khuyến khích người dùng quay trở lại tùy chọn quan trọng gần đó, mặc dù không có cách nào để đồng thời, trò chơi vẫn nhận được đánh giá tốt và Stefan cũng có một cái kết có hậu.

### Thiết kế kỹ thuật
Brooker tìm thấy một đường cong học tập trong công nghệ cần thiết để xây dựng phần kịch bản của bộ phim. Theo gợi ý của Netflix, Brooker đã viết kịch bản dài 170 trang trên Twine, một công cụ để viết các tác phẩm giả tưởng tương tác; ngoài ra anh cũng sử dụng Scrivener, Final Draft và nhiều phiên bản khác nhau của Microsoft Notepad. Cấu trúc cơ bản của bộ phim là thứ khiến anh mất nhiều thời gian để viết nhất, và phần kịch bản đã trải qua tới bảy phiên bản khác nhau. Là nội dung tương tác đầu tiên của Netflix dành cho đối tượng khán giả trưởng thành, Gương đen: Bandersnatch yêu cầu nhiều tùy chọn phức tạp hơn các tác phẩm tương tác trước đó vốn chỉ dành cho trẻ em, điều này khiến đội ngũ Netflix phải tạo ra một công cụ riêng mà họ đặt tên là Branch Manager. Công cụ này chỉ ra mắt tới Brooker một vài tháng sau khi tập phim được phát triển.
Brooker và đội ngũ sản xuất đã xem xét cách trình bày các tùy chọn cho người chơi, trong đó ở thời gian đầu họ đã sử dụng các vòng lặp hoạt ảnh GIF để đưa ra các tùy chọn hành động có thể xảy ra. Các thiết kế ban đầu của đội khiến những người xem thử cảm thấy bối rối; vì thế, đội sản xuất quyết định sử dụng tùy chọn bằng văn bản, với phần chữ được đóng khung để khiến nội dung lựa chọn trở nên rõ ràng. Ánh sáng, thiết kế âm thanh và tỷ lệ khung hình của phim thay đổi trong khi các tùy chọn xuất hiện, các hiệu ứng này được thiết kế để khiến người xem cảm thấy áp lực hơn.
Việc streaming trực tuyến với công đoạn chuyển tiếp liền mạch từ một phân cảnh sang một trong hai tùy chọn khác yêu cầu cả hai cảnh tiếp theo phải được lưu vào bộ nhớ đệm từ trước, điều đó khiến cho Gương đen: Bandersnatch không thể khả dụng trên một số thiết bị cũ hay trên Chromecast và Apple TV. Để giúp những người xem không quen với cách hoạt động của các trò chơi phiêu lưu, bộ phim đưa vào từ những phân cảnh đầu một lựa chọn bình thường vốn không ảnh hưởng đến nội dung cốt truyện về loại ngũ cốc ăn sáng mà Stefan muốn ăn. Điều này không chỉ cho người xem thấy cách một tùy chọn được trình bày như thế nào trong phim, mà còn cả cách mà ứng dụng Netflix dẫn lại tùy chọn sau này khi khán giả xem qua. Trong trường hợp này, lựa chọn ngũ cốc thông báo cho một quảng cáo truyền hình trong phim. Nếu không có lựa chọn nào được khán giả đưa ra, bộ phim sẽ tiến triển theo các lựa chọn do Brooker mặc định để đưa ra phiên bản cơ bản nhất của câu chuyện.

### Tuyển vai
Gương đen: Bandersnatch được đạo diễn bởi David Slade, người trước đây từng đảm nhiệm vai trò đạo diễn cho tập phim "Chó săn máy" của mùa 4. Phim có sự tham gia diễn xuất của Fionn Whitehead, Will Poulter và Asim Chaudhry. Whitehead chỉ được thông báo về việc anh sẽ tham gia đóng một tác phẩm tương tác sau khi nhận tham gia vai diễn. Nhân vật cố nhà văn Jerome F. Davies được thể hiện bởi nhà phát triển trò chơi độc lập Jeff Minter theo gợi ý của Jones; Minter trước đó cũng đã xuất hiện trong một phim tài liệu do Jones và Brooker thực hiện. Một số tính cách của nhân vật Ritman được lấy cảm hứng từ chính con người của Minter. Nhà văn Warren Ellis cũng được mời vào vai Davies, tuy nhiên ông lại không thể chạy theo lịch trình ghi hình và di chuyển mà đoàn phim yêu cầu.

### Quay phim

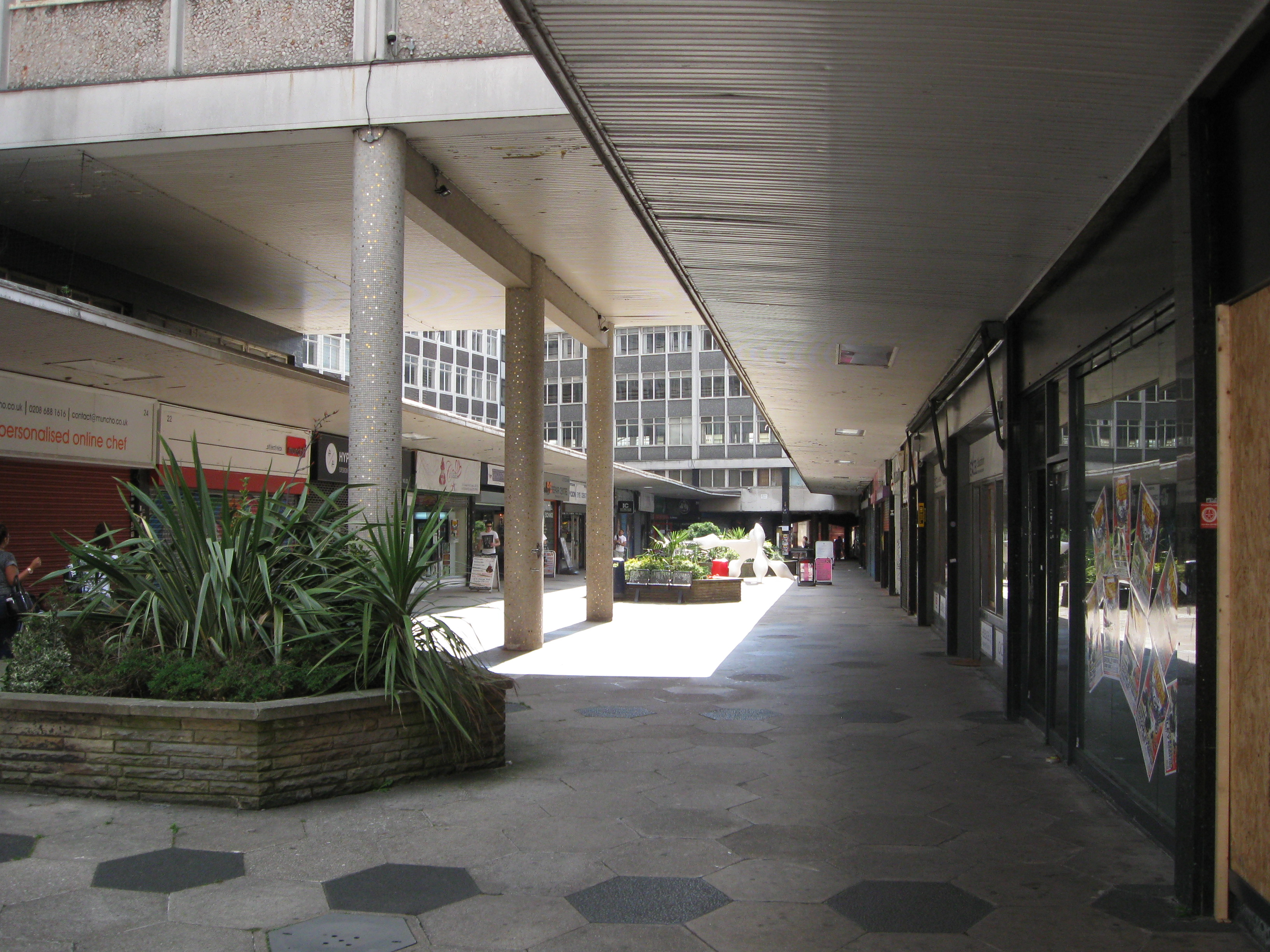
Một số phân đoạn ngoại cảnh được thực hiện tại St George's Walk, Croydon, London.

Quá trình sản xuất diễn ra trong vòng tám tháng, với Netflix yêu cầu kết thúc việc sản xuất vào cuối tháng 11 năm 2018. Các diễn viên có hai tuần để chuẩn bị, và công tác quay phim kéo dài trong khoảng 35 ngày, dài hơn đáng kể so với khoảng thời gian trung bình để quay một tập Gương đen. Một số phân đoạn ngoại cảnh được thực hiện tại St George's Walk ở Croydon, London vào tháng 4 năm 2018. Ban đầu, một lưu đồ được sử dụng trên phim trường để tham khảo nhưng các diễn viên nhận thấy nó chỉ làm phức tạp hóa mọi vấn đề. Cả Whitehead lẫn Poulter đều so sánh trải nghiệm diễn xuất tại phim trường với việc trình diễn trên sân khấu. Slade nhấn mạnh rằng Colin Ritman là nhân vật khó hiểu nhất, vì có một cảnh cần được quay ba lần, trong đó nhân vật Colin sẽ thể hiện các mức độ kiến thức khác nhau ở mỗi phân cảnh. Slade cũng khuyên Poulter không nên tập trung vào cách mà nhân vật của anh biết được thông tin, mà chỉ cần hiểu đơn giản là nhân vật của anh đã biết thông tin đó. Còn Whitehead thì cảm thấy rất khó khăn trong việc duy trì tình trạng lo lắng và căng thẳng thường xuyên của nhân vật Stefan Butler.

### Nhạc phim
Phần nhạc phim của Gương đen: Bandersnatch do nhà soạn nhạc Brian Reitzell chịu trách nhiệm biên soạn. Ông đã thực hiện công việc này bằng cách viết các đoạn nhạc nền riêng biệt cho từng cốt truyện chính, sau đó tiép tục lấp những phân cảnh thừa chưa có nhạc nền. Reitzell trước đây đã thực hiện phần nhạc nền cho một số trò chơi điện tử, nhưng lại chưa từng thực hiện kiểu âm nhạc phức tạp tới vậy – tức là phần nhạc phải thể hiện sự đồng bộ trong điểm chuyển đổi của các tùy chọn. Ông hướng đến thực hiện phần âm nhạc được kết nối về mặt âm sắc nhưng không tạo cảm giác tĩnh hoặc nghe như đã từng được sử dụng. Phần lớn các nhạc cụ mà ông sử dụng đều là từ thập niên 1980, bao gồm các chip âm thanh trò chơi điện tử và máy trò chơi đã được "độ". Âm nhạc cũng được sử dụng tại các điểm lựa chọn, trong trò chơi điện tử, các đoạn hồi tưởng và đoạn tua nhanh tóm tắt phim. Reitzell đã làm việc với Slade để thực hiện phần nhạc phim phù hợp hơn với bầu không khí trong tác phẩm. Phim cũng sử dụng nhiều bài hát từ thập niên 1980, bao gồm "Relax" do Frankie Goes to Hollywood trình bày, "O Superman" của Laurie Anderson và "Too Shy" của Kajagoogoo. Một số phân cảnh trong phim người xem được quyền lựa chọn nội dung âm nhạc sẽ xuất hiện, trong đó có quyết định lựa chọn giữa "Hold Me Now" do Thompson Twins trình bày và "Here Comes the Rain Again" do Eurythmics thể hiện.

### Nội dung bị lược bỏ
Một số ý tưởng cho bộ phim đã không được sử dụng. Tại một thời điểm, cúp danh hiệu cho các cảnh được mở khóa đã được cân nhắc, tương tự như việc một người chơi đạt các thành tích trong trò chơi Xbox. Thay vì một bộ phim tài liệu về Jerome F. Davies, cũng có ý tưởng cho thấy nhân vật Stefan có thể chọn xem toàn bộ một bộ phim mà người xem có thể tương tác. Ở một góc độ khác, Brooker muốn máu của cha Stefan văng ra khắp tùy chọn về ngũ cốc của người xem. Ở phân đoạn người xem nhập số điện thoại của bác sĩ trị liệu ban đầu được thiết kế dưới dạng một câu đố khó hơn, với mã "999" và "911" dẫn đến cảnh Stefan lần lượt gọi cho cảnh sát ở Anh và Mỹ. Và như theo ý tưởng ban đầu, việc một phim Netflix có nhiều kết thúc khác nhau chỉ có thể được mở khóa sau khi bộ phim đã được phát toàn bộ trước đó một lần.
Whitehead cho biết đã nhiều cảnh quay được thực hiện hơn so với những phân cảnh được sử dụng trong phiên bản cuối cùng. Gương đen: Bandersnatch có một số cảnh mà người xem không thể truy cập, do những chỉnh sửa muộn sau này, bao gồm cả các cảnh quay đã được sắp xếp lại thứ tự; điều này tương tự như với các trò chơi điện tử, thường có những nội dung không sử dụng được vẫn được lưu trữ trong bộ nhớ. Một trong những cảnh đó là cuộc gặp gỡ thứ ba giữa Stefan và Colin tại văn phòng, trong đó Colin sẽ kết thúc câu nói của Stefan; Brooker nhận thấy ít nhất một khán giả đã lấy được đoạn phim này và chia sẻ rộng rãi. Một số phân cảnh đã bị cắt khỏi Gương đen: Bandersnatch, chẳng hạn như cảnh Stefan giết Colin bằng dao, vì tác phẩm được cho là đã có quá nhiều tình tiết bạo lực. Ngoài ra, một cảnh bị cắt khác cũng cho thấy Stefan đánh rơi con dao và ôm chầm lấy Colin.

## Ảnh hưởng
Netflix trước đây đã phát hành các chương trình tương tác dành cho trẻ em, bắt đầu từ năm 2017 với Puss in Book: Trapped in an Epic Tale. Netflix cũng đã phát hành Minecraft: Story Mode, loạt trò chơi tương tác năm 2015 của Telltale Games, trên trang web của họ vào tháng 11 năm 2018. Gương đen: Bandersnatch là bản phát hành đầu tiên của hãng phim nhắm vào đối tượng người xem trưởng thành. Netflix đã bắt đầu sản xuất các chương trình bổ sung thông qua công cụ Branch Manager. Phim truyền hình thực tế tương tác tám tập You vs. Wild của Bear Grylls, thực hiện dựa theo phim truyền hình Man vs. Wild, đã được phát hành vào tháng 4 năm 2019. Một chương trình tương tác đặc biệt của Unbreakable Kimmy Schmidt được phát hành vào tháng 5 năm 2020.
Jesse Damiani từ The Verge nhận xét rằng tính năng tương tác như trong Gương đen: Bandersnatch có thể được Netflix sử dụng để thu thập dữ liệu về sở thích của người dùng, từ đó đưa các lựa chọn về mảng tiếp thị, chẳng hạn như việc đặt sản phẩm mục tiêu vào trong tác phẩm. Tháng 2 năm 2019, nhà nghiên cứu chính sách công nghệ Michael Veale đã yêu cầu Netflix cung cấp dữ liệu lưu trữ về các lựa chọn của anh khi xem Gương đen: Bandersnatch theo Quy định bảo vệ dữ liệu chung. Anh chỉ trích rằng các dữ liệu, bao gồm chi tiết mọi lựa chọn mà anh đã đưa ra trong phim, không thể được lưu trữ ẩn danh và bị sử dụng mà không có sự cho phép rõ ràng từ phía người dùng. Một bài nghiên cưu năm 2019 của các nghiên cứu sinh tại Học viện Công nghệ Ấn Độ Madras đã chứng minh được cách đưa ra lựa chọn của người xem trong Gương đen: Bandersnatch thông qua việc phân tích gói tin mạng với độ chính xác lên tới 96%. Bài nghiên cứu cũng lưu ý rằng điều này có thể được sử dụng để phân tích sở thích của người xem "từ lành tính (ví dụ: sở thích ẩm thực và âm nhạc) đến nhạy cảm (ví dụ: xu hướng bạo lực và khuynh hướng chính trị)", đồng thời lưu ý một giải pháp kỹ thuật mà Netflix có thể thực hiện.

### Kiện tụng
Chooseco, công ty do R. A. Montgomery thành lập để tái bản loạt sách Choose Your Own Adventure, đã đệ đơn kiện Netflix vì tội đánh cắp bản quyền do sử dụng cụm từ "choose your own adventure" trong Gương đen: Bandersnatch và đòi bồi thường thiệt hại lên tới 25 triệu USD. Chooseco tuyên bố họ đã đăng ký nhãn hiệu cụm từ này trên các tác phẩm điện ảnh, sách và các hình thức truyền thông khác, và Netflix đã đàm phán với Chooseco từ năm 2016 để cụm từ này được cấp phép sử dụng trong các phim hoạt hình điện ảnh và truyền hình nhưng không thành công. Netflix đã tìm cách bác bỏ đơn kiện một cách nhanh chóng vì một số lý do liên quan đến luật nhãn hiệu và nguyên tắc sử dụng hợp lý, nhưng đầu bị chủ tọa phiên tòa bác bỏ dựa trên những bằng chứng mà Chooseco đã cung cấp, và vụ kiện đầy đủ dự kiến được tiến hành vào tháng 2 năm 2020. Netflix vẫn tiếp tục bác bỏ đơn kiện với lập luận rằng thuật ngữ "choose your own adventure" đã trở thành một nhãn hiệu chung, đồng thời nhận định nhánh phim về việc nhân vật Stefan bị điều khiển bởi một người đang xem Netflix làm cho tác phẩm trở nên khác biệt với loạt sách Choose Your Own Adventure, vốn đặt người đọc vào vai trò của nhân vật chính. Đến tháng 11 năm 2020, Netflix đã đề nghị giải quyết vụ việc với Chooseco theo các điều khoản không được tiết lộ.

## Đón nhận

### Đánh giá chuyên môn
Trên hệ thống tổng hợp kết quả đánh giá Rotten Tomatoes, phim nhận được 74% lượng đồng thuận dựa theo 72 bài đánh giá, với điểm trung bình là 7,4/10. Các chuyên gia của trang web nhất trí rằng, "Mặc dù Gương đen: Bandersnatch đánh dấu một bước tiến mới cho nội dung tương tác, cốt truyện đồ sộ của nó lại không thể khiến người ta quan tâm tới mức phải xem nhiều lần – dù vậy [tác phẩm] vẫn đem tới đầy đủ những chất riêng của thương hiệu kinh dị công nghệ Gương đen để đảm bảo [khán giả] phải xem ít nhất một lần." Phim nhận được xếp hạng 4 trên 5 sao của tờ The Independent và The Observer, và 3 sao từ tờ Rolling Stone. IndieWire cho tác phẩm điểm A– và IGN chấm bộ ơhim số điểm 8 trên 10.

### Xếp hạng tập phim
Gương đen: Bandersnatch đã nhận được thứ hạng trung bình trong danh sách 23 tập phim Gương đen của các nhà phê bình, từ hay nhất đến tệ nhất:
| - Hạng 5 (trong Top 7) – Al Horner, GQ - Hạng 5 – Ed Power, The Telegraph - Hạng 6 – Matt Donnelly and Tim Molloy, TheWrap - Hạng 11 – Charles Bramesco, Vulture - Hạng 11 – Travis Clark, Business Insider | - Hạng 13 – Morgan Jeffery, Digital Spy - Hạng 14 – Corey Atad, Esquire - Hạng 14 – James Hibberd, Entertainment Weekly - Hạng 14 – Aubrey Page, Collider |

### Giải thưởng
Trong số các đề cử nhận được, Gương đen: Bandersnatch đã giành được hai giải Primetime Emmy và một giải Truyền hình và Phát thanh của Hiệp hội Báo chí Phát thanh Truyền hình ở hạng mục Giải thưởng Đổi mới. Nhà biên kịch Charlie Brooker đã giành chiến thắng ở hạng mục Viết trò chơi hay nhất tại Giải Nebula 2019, thay vì một hạng mục về cốt truyện.
| Năm  | Giải thưởng                                | Hạng mục                                                                                                | Đề cử                                                                           | Kết quả   | Nguồn  |
| ---- | ------------------------------------------ | --- | ------------------------------------------------------------------------------- | --------- | ------ |
| 2019 | Giải British Academy Television            | Tác phẩm chính kịch đơn xuất sắc nhất                                                                   | Gương đen: Bandersnatch                                                         | Đề cử     | [ 67 ] |
| 2019 | Giải British Academy Television            | Hiệu ứng đặc biệt, hình ảnh và đồ họa xuất sắc nhất                                                     | Gương đen: Bandersnatch                                                         | Đề cử     | [ 68 ] |
| 2019 | Giải British Academy Television            | Dựng phim: Giả tưởng                                                                                    | Tony Kearns                                                                     | Đề cử     | [ 69 ] |
| 2019 | Giải Broadcasting Press Guild TV and Radio | Giải thưởng Đổi mới                                                                                     | Gương đen: Bandersnatch                                                         | Đoạt giải | [ 65 ] |
| 2019 | Giải Fangoria Chainsaw                     | Phim điện ảnh streaming ra mắt xuất sắc nhất                                                            | David Slade                                                                     | Đề cử     | [ 70 ] |
| 2019 | Giải Golden Trailer                        | Áp phích chính kịch/hành động xuất sắc nhất của phim truyền hình/streaming                              | Gương đen: Bandersnatch                                                         | Đoạt giải | [ 71 ] |
| 2019 | Giải Nebula                                | Viết trò chơi hay nhất                                                                                  | Charlie Brooker                                                                 | Đoạt giải | [ 66 ] |
| 2019 | Giải Primetime Emmy                        | Phim điện ảnh truyền hình đột phá                                                                       | Annabel Jones và Charlie Brooker (giám đốc sản xuất); Russell McLean (sản xuất) | Đoạt giải | [ 72 ] |
| 2019 | Giải Primetime Emmy                        | Thành tựu sáng tạo đột phá trong truyền thông tương tác trực thuộc chương trình truyền hình có kịch bản | Gương đen: Bandersnatch                                                         | Đoạt giải | [ 73 ] |
| 2019 | Giải Rondo Hatton Classic Horror           | Trình bày truyền hình xuất sắc nhất                                                                     | Gương đen: Bandersnatch                                                         | Đề cử     | [ 74 ] |
| 2020 | Hiệp hội tuyển diễn viên Hoa Kỳ            | Phim điện ảnh – Sản phẩm không chiếu rạp                                                                | Jina Jay                                                                        | Đề cử     | [ 75 ] |
| 2020 | Hiệp hội các nhà sản xuất Mỹ               | Giải thưởng Đổi mới                                                                                     | Gương đen: Bandersnatch                                                         | Đề cử     | [ 76 ] |